# ريان غريفين
ريان غريفين (بالإنجليزية: Ryan Griffin)‏ هو لاعب كرة قدم أمريكية أمريكي، ولد في 11 يناير 1990 في لندندري في الولايات المتحدة.

## وصلات خارجية
- ريان غريفين على موقع مرجع كرة القدم المحترفة.كوم (الإنجليزية)